# Fernando Catroga
Fernando José de Almeida Catroga ComSE é um historiador português, nascido na Rua da Fonte, em S. Miguel do Rio Torto - Abrantes, em 30 de Julho de 1945. Filho de José Domingos Catroga e de Joaquina Alves de Almeida, é irmão de Eduardo Catroga.

## Biografia
Fez os estudos primários na sua aldeia natal, S. Miguel do Rio Torto. Frequentou a então Escola Industrial e Comercial de Abrantes (EICA) e o curso de Economia no agora ISEG tendo desistido e rumado a Coimbra para onde se Licenciou em Filosofia e participou activamente na contestação estudantil de 1969, em Coimbra. 
Doutorado com a Dissertação A militância laica e a descristianização da morte em Portugal (1865-1911) é Professor Catedrático jubilado da Faculdade de Letras da Universidade de Coimbra, onde pertence ao Instituto de História e Teoria das Ideias.
Discípulo de José Sebastião da Silva Dias (1916-1994), a sua área de actividade científica tem-se centrado no âmbito da História das Ideias e da História da Cultura, abordando temas tão diversos como a História da História, o Cientismo, o Positivismo, o Laicismo, o Republicanismo e a História das Ciências, entre outros temas, contando-se também, entre outras áreas científicas do seu interesse, a Filosofia, a Sociologia, a Antropologia e a Literatura.
Foi Diretor da "Revista de História das Ideias", Presidente da Comissão Científica do Grupo de História, Membro da Comissão Organizadora do Colóquio Os intelectuais e os poderes, Diretor da Coleção da Editorial Notícias “Poliedro da História”, Conselheiro Científico das Jornadas Históricas de Seia, Membro do Júri do Prémio Eduardo Lourenço 2004 e Membro do Júri do Prémio Universidade de Coimbra.
Foi por várias vezes Orientador de Teses de Doutoramento, tendo orientado A "guerra religiosa" sob a I.ª República. O impacto da lei da separação, defendida no dia 14 de Julho de 2004 pela Mestra Maria Lúcia de Brito Moura, bem como as da Historiadora Mestre Maria Rita Lino Garnel, de Maria de Fátima Moura Ferreira, do Coronel Mestre Luís Alves de Fraga e de Pedro Miguel Páscoa Santos Martins, e a do Mestre Vasco Jorge Rosa da Silva, História do Observatório Astronómico da Universidade de Coimbra: 1772-1910.

### Obras publicadas

#### Livros
- A Formação do Movimento Republicano (1870-1883), Coimbra, 1982
- A Militância Laica e a Descristianização da Morte em Portugal (1865-1911), 2 vols., Coimbra, 1988
- La réligiosité civique du republicanisme durant la période de propagande, La Révolution Française vue par les Portugais, Paris, F.C. Gulbenkian, 1990
- O Republicanismo em Portugal (Da formação ao 5 Outubro de 1910), 2 vols., Coimbra, Fac. Letras, 1991
- O Céu da Memória: O Cemitério Romântico e o Culto dos Mortos, Coimbra, Minerva Editora, 1999
- O Republicanismo em Portugal: Da Formação ao 5 de Outubro de 1910, 2 vols., Coimbra, Faculdade de Letras, 1991, 548 p. (2.ª ed.: Lisboa, Editorial Notícias, 2001)
- Antero de Quental. História, Socialismo, Política, Lisboa, Editorial Notícias, 2001
- Memória, História e Historiografia, Coimbra, Quarteto, 2001
- Caminhos do Fim da História, Coimbra, Quarteto, 2003
- Le commemmorazioni nelle feste nazionali portoghesi della rivoluzione liberale aool Stato Nuovo de Salazar. Memoria e Ricerca. Milano: Franco Angeli, 2005, pp. 153 e segs.
- Nação: Mito e Rito, Fortaleza, Museu do Ceará, 2005, 184 pp.
- Ainda será a história mestra da vida?. Estudos Ibero-Americanos. Revista do Departamento de História. Edição Especial, N.º 2, 2006. Porto Alegre: Pontifícia Universidade Católica do Rio Grande do Sul, pp. 7–33*
- Entre Deuses e Césares: Secularização, Laicidade e Religião Civil, Coimbra, Almedina, 2006, 508 pp.
- La laicité: un modèle pour l’Europe du sud? Les expériences historiques du Portugal et d’Italie à la lumière du cas français. La laicité dans le monde ibérique, ibéroamericain et méditerranéen: idéologies, institutions et pratiques. Paris: Publidix; Université Paris X, 2006, pp. 33–52
- Ensaio Respublicano. Fundação Francisco Manuel dos Santos, Lisboa, 2011[3]
- CATROGA, Fernando. Ainda será a história mestra da vida? In: RIOS, Kênia Sousa e FURTADO FILHO, João Ernani (Org.). Em Tempo. História, memória, educação. Fortaleza: Imprensa Universitária, 2008. p. 9-38.

### Condecorações[4]
- Comendador da Antiga, Nobilíssima e Esclarecida Ordem Militar de Sant'Iago da Espada, do Mérito Científico, Literário e Artístico de Portugal (2 de Outubro de 1998) por Mérito Científico
- Medalha de Honra da Universidade de São Paulo do Brasil (? de ? de 2001)